# Liceo Artístico y Literario de Madrid
El Liceo Artístico y Literario de Madrid fue una institución cultural fundada en 1837 que funcionó hasta 1851.

## Historia
Nació, informalmente, en la primavera de 1837 como lugar de reuniones o tertulias de amigos artistas y literatos. José Fernández de la Vega y Potau (1803-1851), en cuya casa se celebraban algunas de estas reuniones, propuso formalizar la institución en 1838.
En su primer año de vida el Liceo llegó a tener cuatro ubicaciones distintas: en mayo se encontraba en la calle Gorguera 13 (actual calle Núñez de Arce), en agosto se trasladó a la calle León 36, residencia de Fernández de la Vega en esos momentos; en octubre ya se ubicaba en la calle Huertas frente a la plazuela Matute número 15 y en diciembre su sede estaba en la calle Atocha 32. El Liceo se instalará definitivamente en 1839 en el Palacio de los duques de Villahermosa, actual Museo Thyssen-Bornemisza.
La creación del Liceo le fue reconocida a Fernández de la Vega a través de diferentes condecoraciones: la Cruz de Caballero y Comendador de la Orden de Isabel la Católica (1838), la Cruz Supernumeraria de Caballero de la Orden de Carlos III (1839) y la Cruz de Gracia de la Orden Militar de San Juan de Jerusalén (1850).
El Liceo Artístico y Literario de Madrid fue la columna vertebral del mundo cultural madrileño en los primeros años del reinado de Isabel II. Celebraba todos los jueves sus sesiones, a las que asistían pintores, escritores y artistas de la época. Las crisis y guerras continuas de mitad de siglo llevaron al cierre del Liceo en 1851, quedando en el olvido.

## Actividades principales
En el Liceo se realizaron tertulias, actividades pedagógicas y performances: sesiones de competencia, ejercicios y conciertos. Fueron muy sonados en 1844 dos recitales de piano interpretados por Franz Liszt. Tuvo interés en la conservación del patrimonio cultural, con la creación de una biblioteca de las obras publicadas por sus socios, la creación de un Álbum donde el profesorado dejase con una obra y su firma un recuerdo para la posteridad, y un salón público para depositar obras que el profesorado quisiera enajenar. También se organizaban anualmente exposiciones de bellas artes, que constituyeron el punto de partida de las Exposiciones Nacionales de Bellas Artes, organizadas cada dos años a partir de 1856.
La enseñanza fue muy importante para la institución, estableciéndose un cierto número de cátedras para la instrucción pública, y una sesión de competencia semanal.
Para sostener la sociedad, establecieron una cuota mensual de 100 reales de vellón de entrada y 20 reales de vellón de cuota mensual; contribución que en el caso de la sección de música sería acompañada de la entrega mensual al conservador de la institución de una composición original.
Durante 1838 publicó El Liceo Artístico y Literario Español. Y de 1845 a 1846 publicaron cuatro números del Boletín del Liceo.